# Klienten (roman)
Klienten är en roman av John Grisham, publicerad 1993. Den filmades året efter som Klienten med Susan Sarandon och Tommy Lee Jones i två av huvudrollerna.

## Handling
Två unga bröder råkar få se en man på väg att begå självmord. När de försöker stoppa honom, fångar han en av dem. Han berättar anledningen till situationen: han vet var en maffioso har gömt liket efter en senator, och har därför FBI efter sig. Pojken lyckas fly, men polisen förstår snart att han har varit på platsen och att han kan ha viktig information om var senatorns lik är gömt. Medias bevakning av saken gör att maffian snart kommer efter pojken.